# Sadocepheus subniger
Sadocepheus subniger är en kvalsterart som först beskrevs av Ewing 1917.  Sadocepheus subniger ingår i släktet Sadocepheus och familjen Cepheidae. Inga underarter finns listade i Catalogue of Life.